# Olympic Airlines

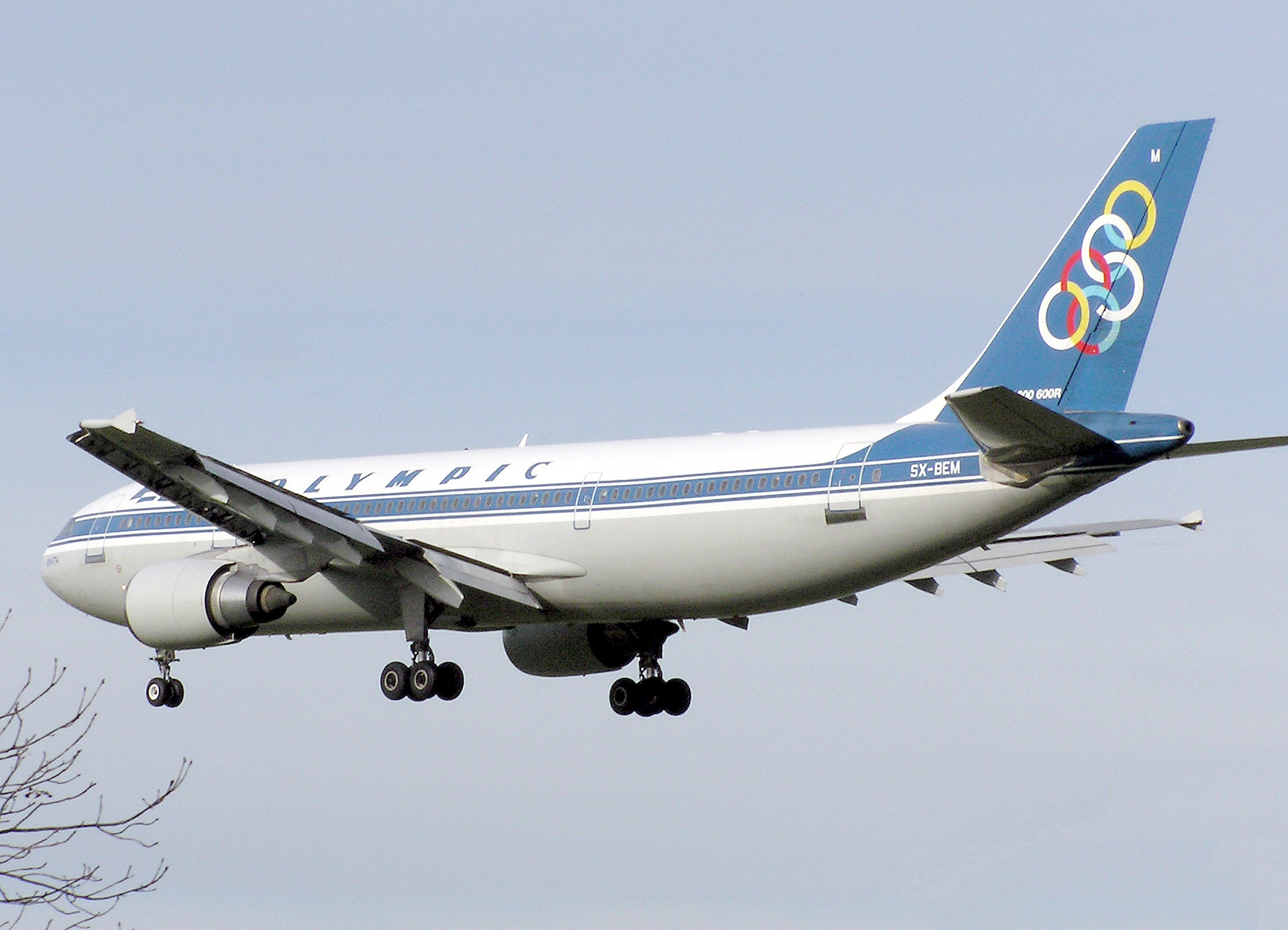
Airbus A300B4-600R d'Olympic Airlines

Olympic Airlines (en grec: Ολυμπιακές Αερογραμμές – OA) és la companyia aèria nacional grega, creada el 1957. La seva base es troba a l'Aeroport Internacional Eleftherios Venizelos d'Atenes. Olympic Airlines disposa d'una xarxa de 13 destinacions intercontinentals, de 28 destinacions europees i de 36 destinacions domèstiques. Antigament era coneguda com a Olympic Airways.

## Història

### L'origen d'Olympic Airlines
Els orígens d'Olympic Airlines es remunten a 1930, amb la creació de la companyia aèria Icarus. Però després d'uns pocs mesos de vida es va declarar en fallida a causa de problemes financers i l'escàs interès a Grècia pel transport aeri. Icarus va ser reemplaçada llavors per GCAT./Ε.Ε.Ε.Σ. (Greek Company for Air Transport / Ελληνική Εταιρεία Εναέριων Συγκοινωνιών). El 1935 es va fundar una altra companyia amb capital privat, rebent el nom de TAE. (Technical and Aeronautical Exploitations / Τεχνικαί Αεροπορικαί Εκμεταλλεύσεις). Després de la Segona Guerra Mundial, el 1947, coexistien a Grècia tres companyies: TAE., GAT. i Hellenic Airlines / Α.Μ.Ε. (Αεροπορικαί Μεταφοραί Ελλάδος).
El 1951, la mala situació econòmica de les tres companyies va provocar la decisió de l'Estat Grec de fusionar en una sola, que va rebre el nom de TAE Greek National Airlines. Però la situació econòmica no va millorar en els anys següents, veient-se obligada a suspendre les seves operacions quatre anys més tard de la seva fundació.
 
No obstant això, al juliol de 1956, l'estat hel·lè va aconseguir arribar a un acord amb el magnat Aristòtil Onassis per vendre-li la companyia, que va reprendre les seves operacions sota el nom de TAE per un breu període, fins que el 6 d'abril de 1957, la companyia va ser rellançada com Olympic Airways.

### L'enlairament. Dècada dels 60

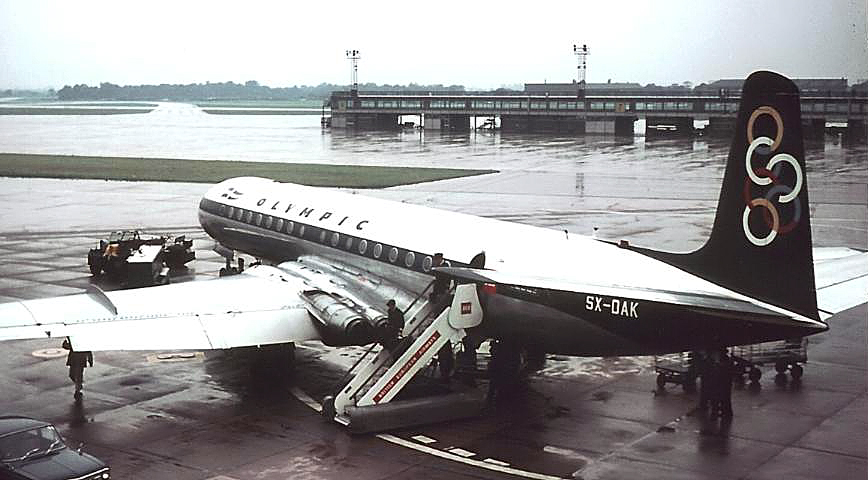
DH Comet d'Olympic Airways.

Olympic Airways va iniciar les seves operacions amb un vol d'Atenes a Tessalònica sent operat per Pavlos Ioannidis a bord d'un DC-3. Ja com a companyia privada, Onassis es va proposar rellançar i fer-ne un símbol de Grècia.
Els uniformes dels seus  tripulants de cabina van ser dissenyats pel dissenyador franc-grec Jean Desses. El 1959 va incorporar el seu primer avió reactor, 1 De Havilland Comet 4B, amb el qual va començar a operar a Amsterdam i Brussel·les. Alhora, va arribar a un acord de col·laboració amb la companyia nacional britànica BEA, operant inicialment vols en codi compartit, per a més tard operar els Comet de les dues companyies de manera conjunta.
El 1965, Olympic va realitzar la primera comanda d'avions de llarg abast Boeing 707, de la sèrie 320, sent lliurat el primer un any més tard sota el nom Ciutat d'Atenes. Començaven així les seves rutes a Nova York i Johannesburg, a Sud-àfrica. Amb l'arribada dels primers avions Boeing 727, van començar les rutes al nord d'Àfrica. A finals de la dècada dels 60, Mont-real se sumava al seu mapa de rutes.
En aquell temps, Olympic Airways gaudia de gran prestigi a tot el món, sent sinònim de qualitat i distinció. Per això, es va encarregar la renovació dels seus uniformes va córrer als més prestigiosos sastres de l'època, com Coco Chanel i Pierre Cardin.

### Olympic en els 70s

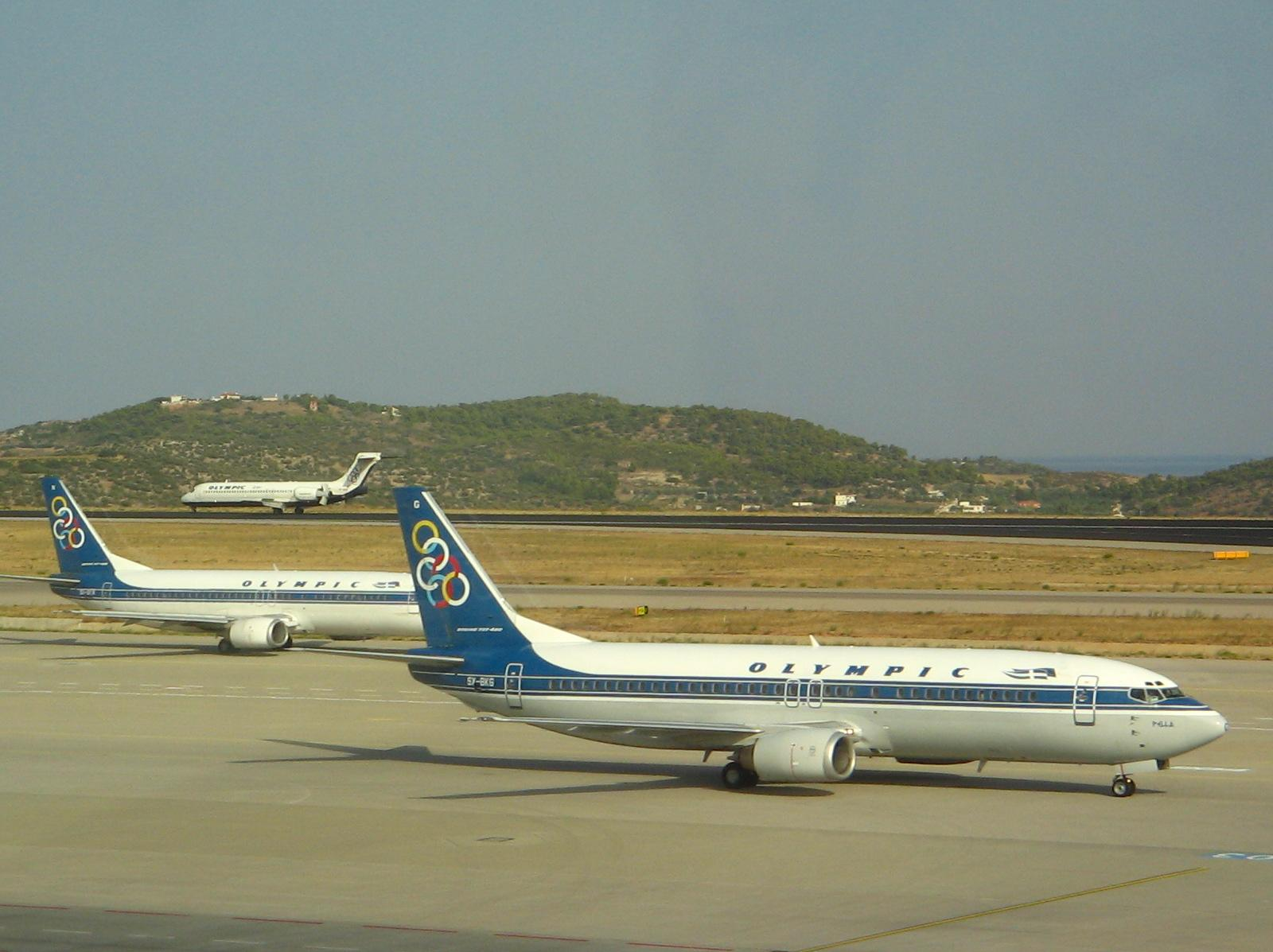
Boeing 737 d'Olympic a Atenes.

La dècada dels 70 va començar amb la creació d'Olympic Aviation, filial d'Olympic Airways fundada per Alexander Onassis, fill d'Aristòtil. Olympic Aviation es va concebre com la divisió regional, operant petits avions i helicòpters capaços d'adaptar-se a la complicada orografia grega, connectant les illes amb la capital. A més, a través d'aquesta nova companyia, el grup va començar a prestar serveis en el mercat xàrter.
El 3 de març de 1972, Olympic Airways va connectar per primera vegada els 5 continents inaugurant la ruta Atenes - Sydney. En aquells anys, Olympic es va plantejar la incorporació del nou avió supersònic Concorde, encara que mai va arribar a signar ni opcions ni comandes en ferm, a causa principalment al creixent preu del combustible.
Però el 22 de gener de 1973, un accident d'un avió de Olympic a l'aeroport d'Atenes va commocionar la societat grega. Alexander Onassis, de tan sols 24 anys es trobava a bord de l'avió sinistrat. Aristòtil va començar a perdre llavors interès per l'aerolínia, venent-la de nou a l'estat hel·lè el 1975, poc abans de la seva mort.
Durant la dècada dels 70, Olympic va continuar la seva expansió, incorporant moderns avions a la seva flota, com el Boeing 737-300, el Boeing 747-100 o el recentment creat Airbus A300. Amb aquesta flota va augmentar la seva xarxa de destinacions, incorporant Dhahran,  Dubai, Bengasi, Kuwait i el turístic destí de Santorini. També crec la seva pròpia divisió de càtering, sota el nom de Olympic Catering, que servia als avions de Olympic com d'altres companyies terceres. El 1979, Olympic va començar a oferir als seus passatgers la modalitat de bitllet electrònic.

### d'Olympic Airlines a Olympic Air
El 6 de març de 2009, el ministre de Desenvolupament, Kostis Hatzidakis, va anunciar la venda de les operacions de vol i de les empreses de base tècnica a Marfin Investment Group (MIG). Com a resultat, després de 35 anys de control estatal i deu anys d'intents de vendes fallits, Olympic tornarà a ser una corporació privada. Els nous propietaris obtindran aproximadament 5.000 de les 8.800 feines del grup.
El 28 de setembre de 2009, Olympic Airlines va deixar de volar cap a la majoria de les seves 69 destinacions, mantenint vols a Tel-Aviv, Beirut, El Caire i totes les rutes d'obligació de servei públic dins de Grècia, fins que el Ministeri de Transports i Comunicacions va redistribuir les rutes a finals de novembre, quan Olympic Airlines va entrar en liquidació. Els passatgers existents eren allotjats en altres companyies aèries.
L'últim vol d'Olympic Airlines va ser el vol 424 des de Toronto a través de Mont-real, aterrant a les 11:10 del 29 de setembre de 2009 a les 11:10 a l'aeroport de Atenes. Olympic Air es va fer càrrec de la resta de les operacions el 29 de setembre de 2009 i el seu primer vol va ser l'1 d'octubre de 2009 a les 06:20 sortint de l'aeroport [Atenes Internacional] d'Atenes i dirigir-se cap a l'aeroport Internacional de Salònica, a Macedònia.